# Manuel José Barjona
Manuel José Barjona (Coimbra, 16 de Junho de 1760 — Lisboa, 16 de Novembro de 1831) foi doutor e lente da Faculdade de Filosofia da Universidade de Coimbra, onde se dedicava ao ensino da história natural, sendo autor de alguns manuais, entre os quais o manual de mineralogia que era usado pela Universidade. Introduziu em 1801 o ensino da história natural na Universidade de Coimbra e foi autor dos primeiros livros de mineralogia editados em Portugal. De pendor liberal, foi preso e expulso da docência pelos miguelistas, morrendo na miséria em Lisboa, cidade onde se refugiara.

## Biografia
Foi baptizado na paroquial de São Tiago a 16 de Junho de 1760, filho do licenciado Simão Rodrigues de Carvalho e de Josefa Maria. Formou-se em filosofia na Universidade de Coimbra, graduado em 1786, ingressando na docência universitária, na mesma Faculdade, em 1791, como lente substituto.
Em 1801 passou a lente proprietário (catedrático) da cadeira de zoologia e mineralogia, disciplinas que a par da metalurgia lhe coube introduzir no currículo da Universidade de Coimbra. O livro Metallurgiae Elementa foi a primeira e mais antiga publicação sobre metalurgia editado em Portugal, tendo sido originalmente publicada em latim. A sua edição, no reitorado de D. Francisco Rafael de Castro e por mandato da Secção de Filosofia criada pelos estatutos pombalinos da Universidade, destinava-se a uso escolar e a versar matérias então integradas nos planos curriculares de cursos então criados. Com este compêndio o Dr. Manuel Barjona antecipou a criação da cadeira de Metalurgia, cujas matérias se integravam no então curso de Química e Metalurgia, esta então com um significado muito mais abrangente que o actual.
Aderente à liberal, não assinou o auto de aclamação de D. Miguel I de Portugal que se fez na Universidade de Coimbra. Em consequência, apesar de já septuagenário, foi preso na cadeia da Universidade, em Junho de 1828, e acusado de revolucionário e desafecto ao governo miguelista. Foi então demitido do seu lugar de professor, mas não chegou a ser enviado para responder perante a Alçada do Porto, pois por influência e protecção de um realista seu discípulo e amigo foi-lhe concedido ser julgado em Coimbra, e não no Porto, como lhe estava destinado.
Não tendo sido produzida prova bastante para ser condenado, foi libertado, mas ficou vigilância policial e impedido de trabalhar na Universidade, pois foi-lhe aplicada a pena de demissão, com perda do ordenado de lente, conservando apenas uma pensão anual de 90$000 ou 100$000 réis como compensação pela utilização dos compêndios de metalurgia e mineralogia que eram propriedade sua e que a Faculdade de Filosofia adoptara para o ensino das respectivas cadeiras.
Sem meios que lhe permitissem viver, e sem o auxílio do filho, o médico António Joaquim Barjona, que fugira para a Galiza e depois se exilara em França por ter aderido à causa liberal, foi obrigado a vender tudo o que possuía e a endividar-se, acabando por sobreviver com a ajuda de amigos, incluindo alguns realistas, que apreciavam o seu mérito e qualidades. Acabou por procurar refúgio em Lisboa, onde faleceu na freguesia de São Cristóvão no dia 16 de Novembro de 1831. Não terá chegado a mendigar publicamente, mas faleceu na miséria.
Foi cavaleiro da Ordem de Nossa Senhora da Conceição de Vila Viçosa e avô do estadista Augusto César Barjona de Freitas.

## Obras publicadas
- Taboas mineralogicas. Coimbra : Imprensa da Universidade, 1835. - 256 p.
- Metallurgiae elementa, quae amplissimi philosophici ordinis iussu ad usum academicum / elucubravit Emmanuel Iosephus Barjona. Conimbricae : Typis Academicis, 1798. - 302 p.
- Elementos de Metalurgia / Metallurgiae Elementa (1798) (reedição em versão bilingue latim/português pela Biblioteca Geral da Universidade de Coimbra (2001; ISBN 9789729754845)